# Вудмир (Охајо)
Вудмир (енгл. Woodmere) град је у америчкој савезној држави Охајо.

## Демографија
По попису из 2010. године број становника је 884, што је 56 (6,8%) становника више него 2000. године.
| Група             | 2000.       | 2010.       |
| Белци             | 327 (39,5%) | 256 (29,0%) |
| Афроамериканци    | 411 (49,6%) | 547 (61,9%) |
| Азијати           | 64 (7,7%)   | 33 (3,7%)   |
| Хиспаноамериканци | 7 (0,8%)    | 33 (3,7%)   |
| Укупно            | 828         | 884         |